# Bellegarde, Tarn

Bellegarde este o comună în departamentul Tarn din sudul Franței. În 2009 avea o populație de 404 de locuitori.

## Evoluția populației
| An        | 1975 | 1982 | 1990 | 1999 | 2006 | 2009 |
| --------- | ---- | ---- | ---- | ---- | ---- | ---- |
| Populație | 287  | 355  | 335  | 318  | 376  | 404  |